# Lehi (Utah)
Lehi ist eine Stadt im Utah County im US-Bundesstaat Utah mit 75.907 Einwohnern im Jahr 2020. Sie liegt auf 1391 m Höhe im Utah Valley am Nordufer des Utah Lake und gehört nach einer Geschichte als landwirtschaftlicher Siedlung heute als Vorstadt zur Agglomeration der Provo/Orem-Metropolregion.

## Geschichte
Das ganze Utah Valley war ursprünglich Streifgebiet der namensgebenden Ute-Indianer. Die ersten weißen Siedler waren Mormonische Pioniere, die 1850 im Auftrag der Kirche Jesu Christi der Heiligen der Letzten Tage (Mormonen) das Utah Valley landwirtschaftlich erschließen sollten. Die Gruppe, die sich am Nordufer des Sees niederließ, nannte ihre Siedlung ab 1851 Evansville, nach David Evans, einem örtlichen Bischof der Kirche. Evans war es auch, der bereits zwei Jahre nach der Ansiedlung 1852 die Anerkennung der Siedlung als Gebietskörperschaft beantragte. Gleichzeitig wurde der Name nach einem Propheten des Buch Mormon in Lehi geändert. Die Stadt war damit die sechste Gebietskörperschaft im Utah-Territorium, aus dem später der US-Bundesstaat Utah hervorging.
1858 profitierte die Wirtschaft der Stadt von der Ansiedlung der mormonischen Miliz namens Utah Expeditionary Force im benachbarten Camp Floyd. Das Camp stellte damals die größte militärische Einrichtung in Nordamerika dar und wurde einerseits gegen die Indianer der Region errichtet und sollte andererseits die Interessen der Mormonen gegen die Vereinigten Staaten schützen. Die Lage am Nordufer des Utah Lake und nahe seinem Abfluss Jordan River in Richtung Großer Salzsee war verantwortlich dafür, dass sowohl die ersten Überland-Postkutschen-Strecken, der Pony-Express 1860, als auch der erste transkontinentale Telegraph durch Lehi verliefen.
Die wirtschaftliche Basis der Stadt war die Landwirtschaft. Während das Ostufer des Utah Lake aus den Wasatch Mountains ausreichende Bewässerung bekam, für den Anbau anspruchsvoller Nutzpflanzen wie Obstplantagen, musste Lehi einerseits durch künstliche Bewässerung durch den teilweise abgeleiteten American Fork River auskommen, andererseits setzten die Landwirte auf weniger Bewässerung brauchende Feldfrüchte, insbesondere Zuckerrüben. Eine Getreidemühle wurde bereits 1856 eröffnet, in den 1890er Jahren wurde in Lehi die erste Zuckerfabrik der Region errichtet, die erneut einen Wirtschaftsaufschwung für die Stadt mit sich brachte.

## Lehi heute
Seit den 1990er Jahren wandelt sich Lehi in rasanter Geschwindigkeit von der landwirtschaftlich geprägten Siedlung zur Vorstadt der wirtschaftlichen Zentren, insbesondere von Provo, etwa 20 km nach Süden und Salt Lake City, rund 35 km im Norden. Hatte die Stadt im Jahr 1990 noch 8500 Einwohner, waren es 2000 schon 19.000 und 2009 48.993 Einwohner. Dabei werden die landwirtschaftlichen Flächen in Wohngebiete mit Einfamilienhäusern bebaut, rund 90 % aller Wohneinheiten der Stadt sind frei stehende Einfamilienhäuser. Anders als die Siedlungen am Ostufer des Sees mit ihrer Lage unter den Bergen, liegen die Einwohner Lehis wirtschaftlich etwas unterhalb des Durchschnitts von Utah County. Das Medianeinkommen pro Haushalt liegt bei 53.000 Dollar gegenüber 56.000 Dollar für Utah County.
Lehi wird in Nord-Süd-Richtung erschlossen durch den Interstate Highway 15 in den im Stadtgebiet der parallel verlaufende U.S. Highway 89 mündet.